# Cyrille (métropolite de Moscou)
Cyrille (né en 1492, mort le 8 février 1572 à Moscou) fut métropolite de Moscou et de toute la Russie de 1568 à 1572.

## Biographie
En 1566, Cyrille est nommé archimandrite de la Laure de la Trinité-Saint-Serge. Le 11 novembre 1568, il est élu métropolite à la succession du métropolite Philippe, récemment déposé. Pendant le mandat de Cyrille, la férocité d'Ivan le Terrible atteint son paroxysme. En 1571, un Khan de Crimée, Devlet Ier Giray, attaque Moscou et ravage la ville. Le métropolite Cyrille doit se cacher dans la cathédrale de la Dormition du Kremlin de Moscou pour éviter la mort. Cyril demande à Ivan IV d'épargner Ivan Mstislavski, accusé d'avoir amené les Tatars dans la capitale.
Le métropolite Cyrille meurt le 8 février 1572 et est inhumé au monastère Novinski.